# 京士柏山
京士柏山指位於九龍京士柏的一座山丘，「京士柏」一名沿自其英文「King's Park」的諧音直譯，因英國國王愛德華七世而起名，早年曾稱作皇囿，日治時期則曾改稱九龍競技場。現時為京士柏山道的低密度高尚住宅私人屋苑京士柏山，鄰近設有京士柏公園及京士柏道花園。

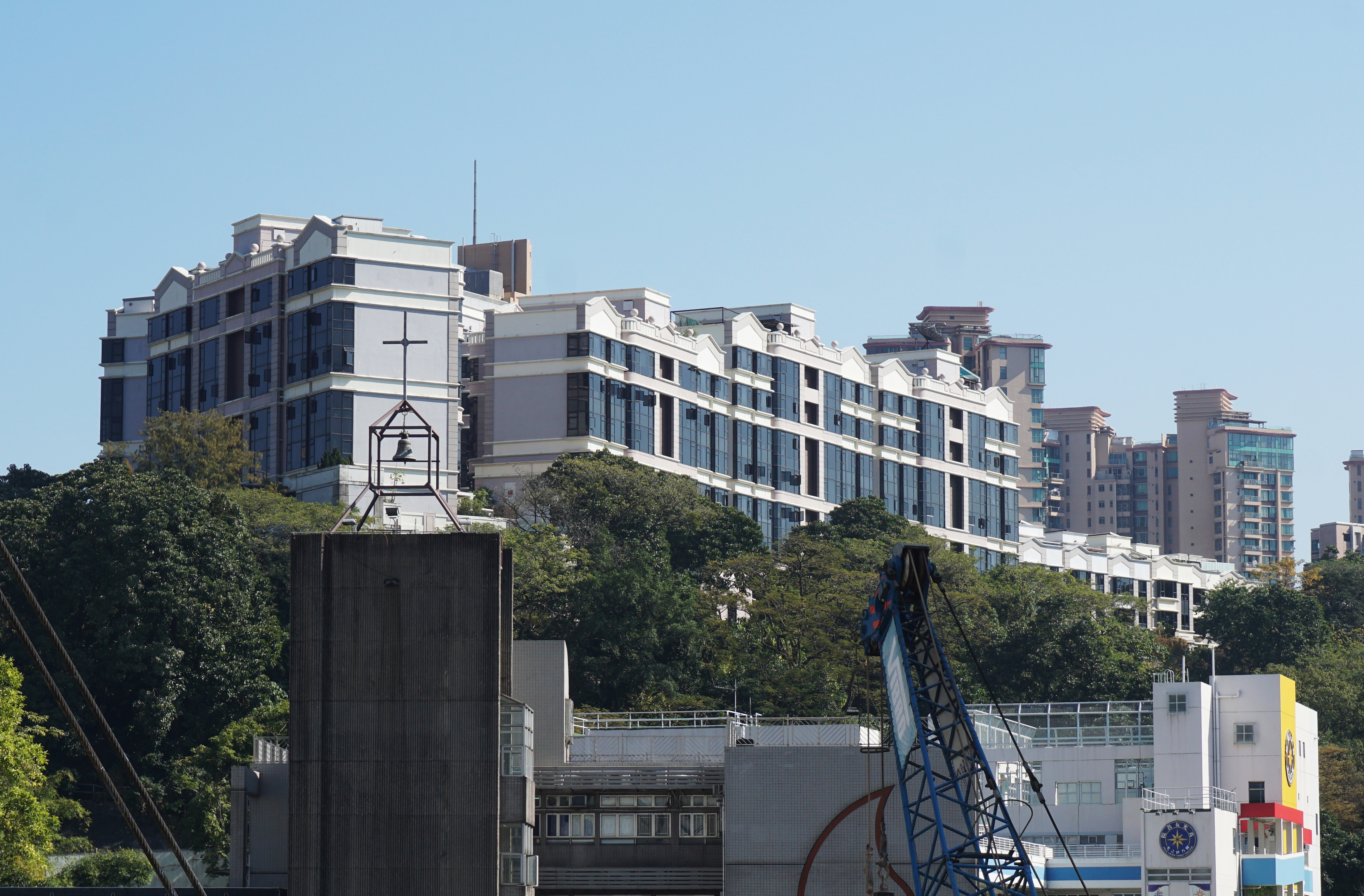
低密度豪宅京士柏山

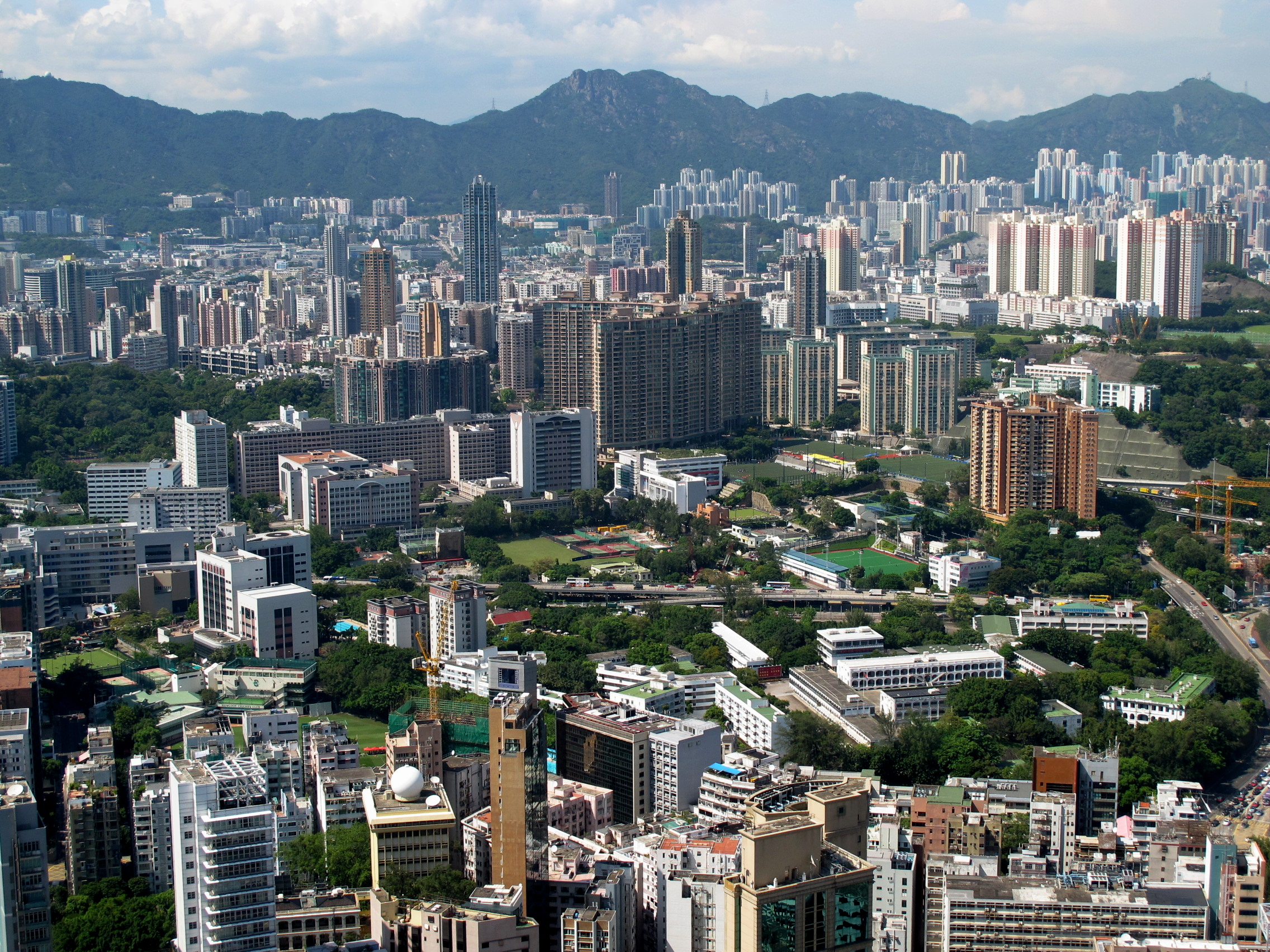
從名鑄望向京士柏一帶：
位於本圖右方的屋苑為衛理苑，其左方為伊利沙伯醫院，衛理苑右方屋苑為何文田的愛民邨

在選區劃分方面，京士柏屬於油尖旺區議會的尖東及京士柏選區。

## 位置
- 加士居道以北
- 康莊道以西
- 窩打老道以南